# Judy Ditchfield
Judith Angela Broderick (Pretoria, 22 de julio de 1963), conocida popularmente como Judy Ditchfield, es una actriz y cantante sudafricana, reconocida por sus papeles en producciones de cine y televisión como The Story of an African Farm, Cape Town y Hoodlum & Son.

## Biografía

### Primeros años y plano personal
Nació el 22 de julio de 1963 en Pretoria y se crio en Irene, Gauteng. A los seis años se trasladó a Kimberley con sus padres y en su adolescencia vivió en Pietermaritzburgo. A mediados de la década de 1980 vivió tanto en Durban como en Johannesburgo. Se licenció en Psicología y Arte Dramático en la Universidad de Natal, en Pietermaritzburgo. Tras su graduación trabajó en la Natal Performing Arts Council (NAPAC).
Está casada con el actor y músico Paul Ditchfield. La pareja tiene dos hijos: Keaton y Tom. Keaton nació en 1991 y también es actor. Tom nació en 1996 y estudia Derecho en la Universidad de Wits.

### Carrera
Comenzó su carrera como actriz en el teatro con la Loft Theatre Company, una rama del NAPAC. Durante este periodo, actuó en las obras Boo To The Moon, producida por Paul Slabolepszy, Tales From The Pleasure Palace, de Janice Honeyman, y en otras producciones como Kwamanzi, Every Good Boy Deserves Favour, Hambe Kahle, Maid In South Africa, Mistakes Of An African Night To Conquer, En Dit Was More, In The War y Kitchen Tea. Después actuó en la obra Macbeth en el State Theatre de Pretoria, así como The Things We Do For Love y Comrades Arms, producidas por Anthony Ackerman. En 2001, obtuvo una nominación al Kwazulu-Natal Vita por mejor interpretación femenina en un papel cómico.
De octubre de 2006 a marzo de 2007 protagonizó Menopause: The Musical para Showtime Management, que se rresentó en el Teatro Montecasino de Johannesburgo. Durante este periodo, recibió una nominación al premio Naledi Theatre Award 2006 a la mejor interpretación de comedia por esta obra. Además, apareció en varios programas de televisión, como The Game II, Sonnekring II, Suburban Bliss y Streaks. También interpretó papeles principales en las series Angels, Hoof of Africa, Zero Tolerance y Yizo Yizo. En 2012 apareció en la comedia de televisión Ses'Top La e interpretó el papel de la señora Rabinowitz.
En 2019 realizó el papel de Stella Fouche en la popular telenovela Isidingo. También ha participado en las películas Faith's Corner, Glory Glory, Cape Of Good Hope y Stander, de Bronwen Hughes.

## Filmografía
| Año  | Título            | Papel              | Notas               |
| ---- | ----------------- | ------------------ | ------------------- |
| 1989 | Bonne espérance   |                    | Serie de televisión |
| 1997 | u'Bejani          | Voces              | Largometraje        |
| 2002 | Hooded Angels     | Prostituta         | Largometraje        |
| 2003 | Stander           | Sra. Jennings      | Largometraje        |
| 2004 | Cape of Good Hope | Snake Lady         | Largometraje        |
| 2005 | Faith's Corner    | Motorista          | Largometraje        |
| 2006 | Running Riot      | Beatrice Koekemoer | Largometraje        |
| 2014 | Ses' Top La       | Sra. Rabinowitz    | Serie de televisión |
| 2019 | Isidingo          | Stella Fouche      | Serie de televisión |

Fuente: